# Olivella floralia
Olivella floralia is een slakkensoort uit de familie van de Olividae. De wetenschappelijke naam van de soort is voor het eerst geldig gepubliceerd in 1844 door Duclos in Chenu.